# هيروشي كوباياشي (لاعب شوغي ياباني)
هيروشي كوباياشي (باليابانية: 小林裕士؛ بالكانا: こばやし ひろし) هو لاعب شوغي ‏ ياباني، ولد في 29 سبتمبر 1976 في كيوتو في اليابان.